# 布努拉
32°28′57″N 3°42′13″E / 32.48250°N 3.70361°E

布努拉（阿拉伯语：‎），是阿爾及利亞的城鎮，位於該國中部，由蓋爾達耶省負責管轄，是布努拉區的首府，面積810平方公里，海拔高度493米，2008年人口35,405，人口密度每平方公里44人。